# Heinrich Stölzel
Johann David Heinrich Stölzel (* 7. September 1777 in Schneeberg; † 18. Dezember 1844 in Berlin) war ein deutscher Musiker.

## Familie
Heinrich Stölzel entstammte der weit verzweigten Familie Stölzel mit dem Ahnherrn Kaspar Stölzel, die ursprünglich aus Pöhla im Erzgebirge stammt. Sein Urgroßvater war der Kirchschullehrer und Organist Heinrich Stölzel (1657–1718), Stammvater des Gothaer Stamms der Familie, sein Großvater der Hof- und Kammermusikus Gottlieb Stölzel (* 1701), der auch Ratsherr in Schleiz war. Zur Familie gehören auch dessen Bruder, der Kapellmeister Gottfried Heinrich Stölzel (1690–1749), der Chemiker Carl Stölzel (1826–1896) und der Rechts- und Geschichtswissenschaftler Adolf Stölzel (1831–1919), alle aus dem Gothaer Stamm sowie der Dresdner Kupferstecher Christian Friedrich Stölzel (1751–1816) aus dem Oberscheiber Stamm.
Stölzel war der Sohn des Schneeberger Stadtmusikers Christian Heinrich Stölzel und dessen zweiter Ehefrau Johanne Christine geborene Ixenschmidt aus Auerbach. Aus der ersten Ehe seines Vaters hatte er noch drei Geschwister, u. a. seine Schwester Christian Friederike, die in zweiter Ehe mit dem Pleßer Kammermusikus Leinigen verheiratet war.
Heinrich Stölzel war zweimal verheiratet, in erster Ehe mit Anna Josefa geborene Greupner aus Lendzin, in zweiter Ehe mit Friederike geborene Bullinger, verwitwete Bayer (* 1792) aus Pleß. Aus seiner ersten Ehe hatte er eine Tochter und den Sohn:
- Friedrich Moritz Heinrich Carl Stölzel (* 1809 in Pleß in Oberschlesien), wirkte als Schauspieler in Düren, Ritzebüttel, Zörbig, Halberstadt, Schwedt und zuletzt in Berlin, wo er letztmalig 1865 im Adressbuch verzeichnet ist.[1]

Aus seiner zweiten Ehe hatte Stölzel zwei Söhne und vier Töchter.

## Leben
Stölzel erlernte zahlreiche Instrumente zu spielen, so unter anderem Harfe, Violine, Trompete und Horn. Im Jahre 1800 stellte ihn Wilhelm I. Fürst von Pleß als Hautboist ein. Unter dieser Bezeichnung spielten damals die Militärmusiker. Bei dieser Anstellung spielte er Horn.
In dieser Zeit widmete sich Stölzel auch der Weiterentwicklung des Horns, das damals noch als Inventionshorn gespielt wurde. Um den Tonumfang dieses Instruments, der nur aus den Naturtönen sowie aus denen die durch das „Stopfen“ erzielt werden konnten bestand, zu erweitern, experimentierte er mit Ventilen, mit deren Hilfe er die Luft in dazwischengeschaltete Röhren umleiten, diese damit verlängern und einen tieferen Ton erzielen konnte. Bereits 1814 konnte auf einem seiner Ventilinstrumente gespielt werden.
Nachdem Stölzel von Friedrich Blühmel, der unabhängig von ihm ein chromatisches Instrument mit Hilfe von Ventilen entwickelt hatte, dessen Patentrechte erworben hatte, wurde sein Instrument am 12. April 1818 für 10 Jahre zum Patent angemeldet. Noch im selben Jahr, am 16. Oktober 1818 wurde das erste Werk für Ventilhorn uraufgeführt: Das Concertino für drei Waldhörner und ein chromatisches Ventilhorn geschaffen vom Komponisten und Hornisten Georg Abraham Schneider.
Ausgehend von Stölzels Ventilhorn, das zunächst nur mit zwei Ventilen ausgestattet war, erfolgte eine Weiterentwicklung zu drei Ventilen, die auch bei anderen Blechblasinstrumenten eingebaut wurden und der ganzen Instrumentenfamilie völlig neue Einsatzmöglichkeiten in den Orchestern brachte. Bis um 1860 setzte sich das chromatische Horn in allen Orchestern durch.